# MC BCFe 4/4
Die BCFe 4/4 1–3 und 11–15 sind elektrische Personentriebwagen mit Gepäckabteil für gemischten Zahnrad- und Adhäsionsbetrieb, die 1906/09 für die meterspurige Martigny-Chatelard-Bahn (MC) beschafft wurden. Es handelt sich bei diesen Fahrzeugen um die ersten Triebwagen für gemischten Betrieb, zudem wurde das erste Mal in der Schweiz eine elektrische Vielfachsteuerung mit Steuerwagen zur Anwendung gebracht.
Die für das Zahnstangensystem Strub konstruierten Triebwagen wurden von der Schweizerischen Waggonfabrik Schlieren gebaut, die elektrische Ausrüstung stammte von CIEM bzw. MFO und die Drehgestelle von der Schweizerischen Lokomotiv- und Maschinenfabrik (SLM) in Winterthur.

## Geschichte
Die ersten drei Triebwagen wurden zur Betriebseröffnung der Linie Martigny-Chatelard angeschafft, 1909 folgten nochmals fünf baugleiche Fahrzeuge. Es waren die weltweit ersten Triebwagen für gemischten Adhäsions- und Zahnradbetrieb. Eine Besonderheit ist ferner die hier erstmals in der Schweiz angewendete Vielfachsteuerung für den Betrieb mit den dazu bestellten Steuerwagen. Von diesen konnten die Triebwagen allerdings nur auf den Adhäsionsabschnitten gesteuert werden.
Der Triebwagen BCFe 4/4 15 sowie drei weitgehend baugleiche Steuerwagen sind beim Verein Train Nostalgie de Trient in der Martigny erhalten.

## Technik
Das 18 Meter lange Fahrzeug besitzt zwei Drehgestelle, deren Drehzapfen 10,5 Meter entfernt liegen. Jede Achse wird von einem bei 650 V und 920/min ca. 44 bis 48 kW starken Elektromotor angetrieben. Die ständig parallel geschalteten Motore eines Drehgestells sind außerhalb der Achsen im Drehgestellrahmen gelagert und treiben die Achsen über eine Zahnradübersetzung an. Das Triebzahnrad sitzt lose auf der Adhäsionsachse und wird über ein separates Vorgelege angetrieben, so dass Zahnrad und Adhäsionsrad dieselbe Umfangsgeschwindigkeit haben. Die Leistung reichte aus, um einen 50 Tonnen schweren Zug auf 200 Promille Maximalsteigung mit 6,5 km/h zu befördern.
Die elektrische Steuerung der Compagnie de l’industrie électrique et mécanique (CIEM) war eine Mischung aus Schützensteuerung und elektromechanischem Schaltwerk und erlaubte auf den Adhäsionsabschnitten die Fernsteuerung vom Steuerwagen aus.
Als Bremsen besitzen die Triebwagen eine Druckluftbremse, eine auf das Zahnrad wirkende (pneumatisch auslösbare) Bandbremse, eine elektrische Widerstandsbremse sowie eine Schienenbremse Bauart Westinghouse (vier Schienenbremsmagnete mit jeweils 1.200 kg Bremsleistung) und eine Handbremse. Bei einer Überschreitung der Maximalgeschwindigkeit von 9 km/h auf dem Zahnradabschnitt erfolgt eine automatische Zwangsbremsung.
Der von einem Gepäckabteil unterteilte Innenraum bot jeweils 24 Passagieren in der 2. und 3. Klasse Platz.

## Bilder

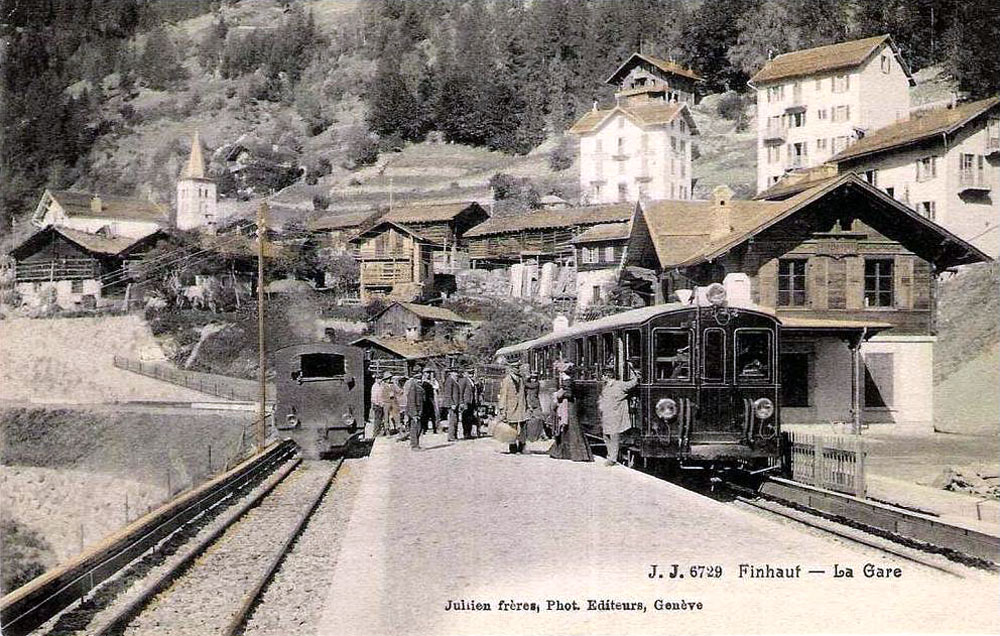
Ein Triebwagen mit Steuerwagen im Bahnhof Finhaut (um 1910)
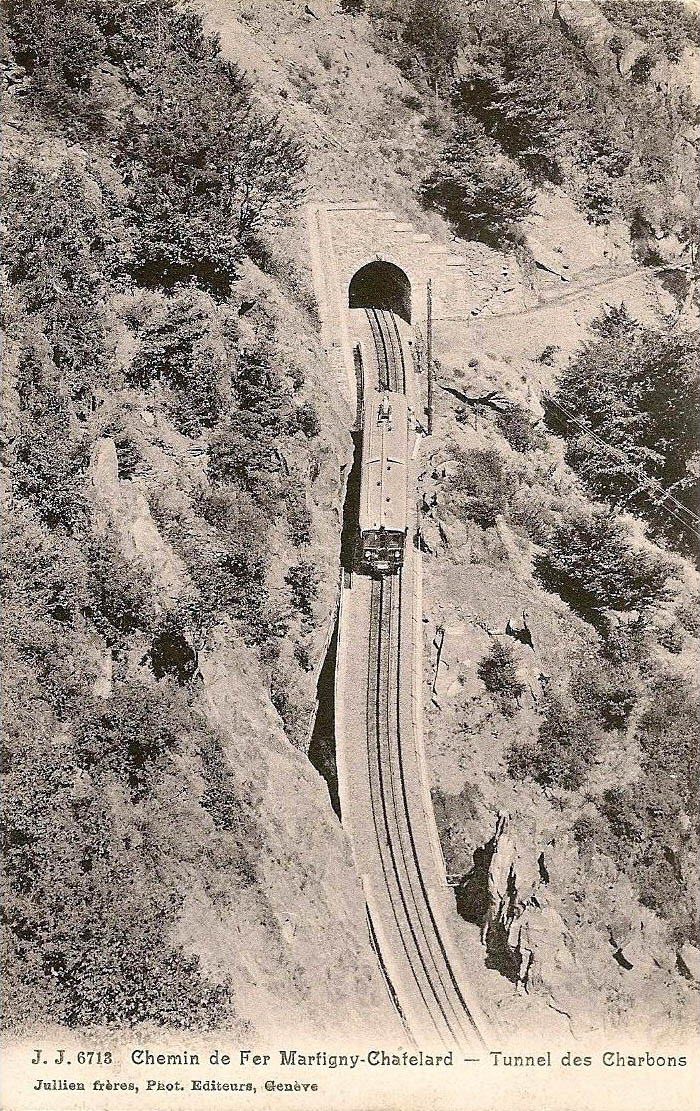
Ein Triebwagen am Zahnstangenabschnitt (um 1910)
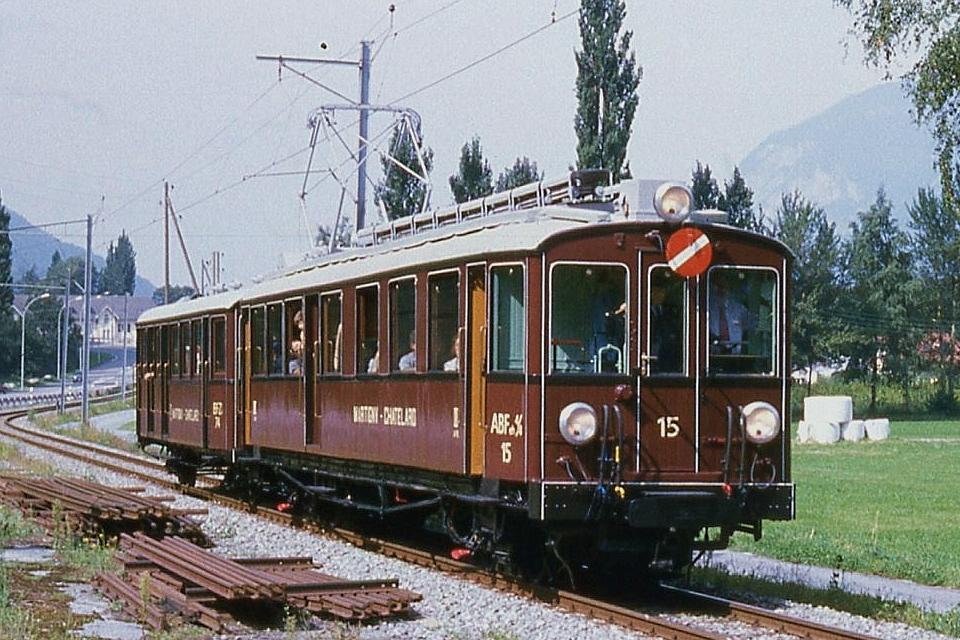
Triebwagen 15 mit Steuerwagen 74
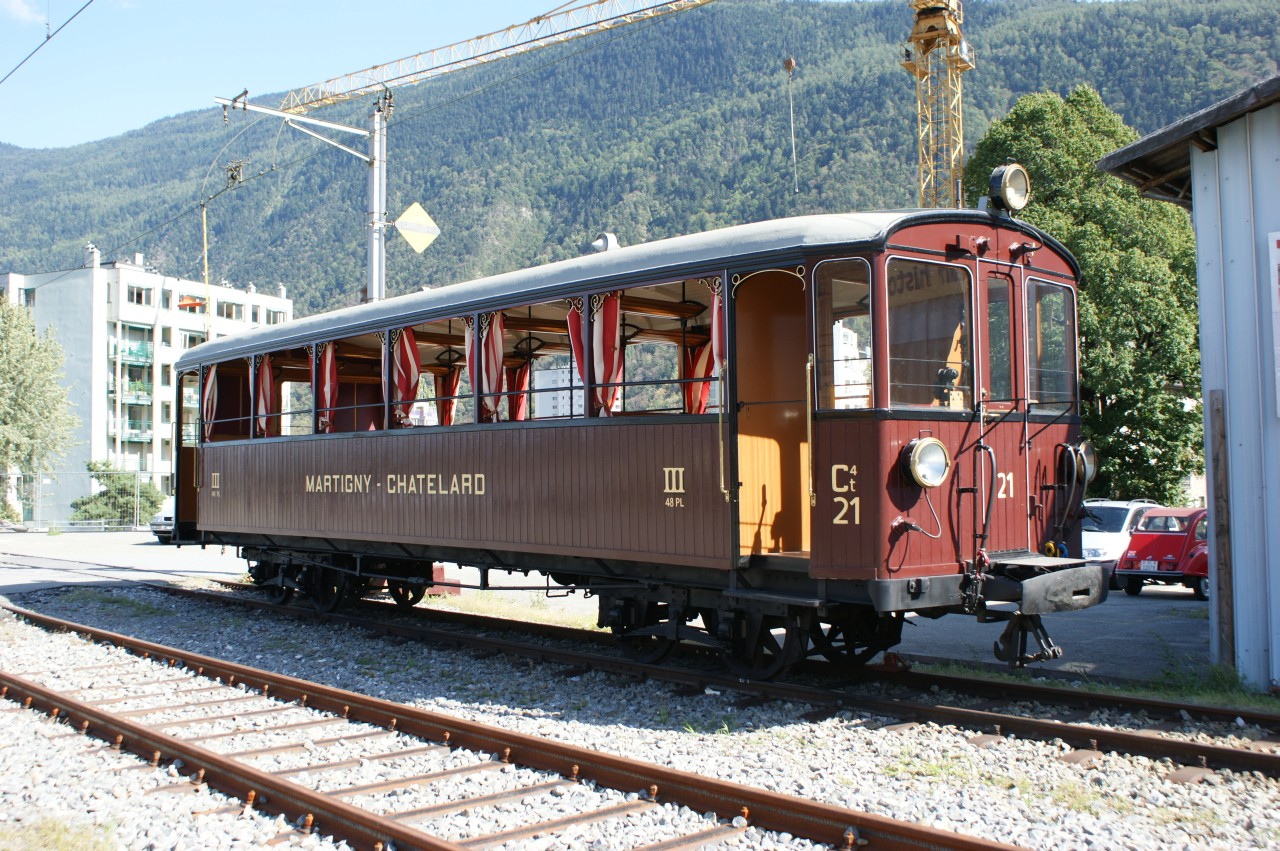
Der Sommerwagen-Steuerwagen MC 21 „Le Pavillon“
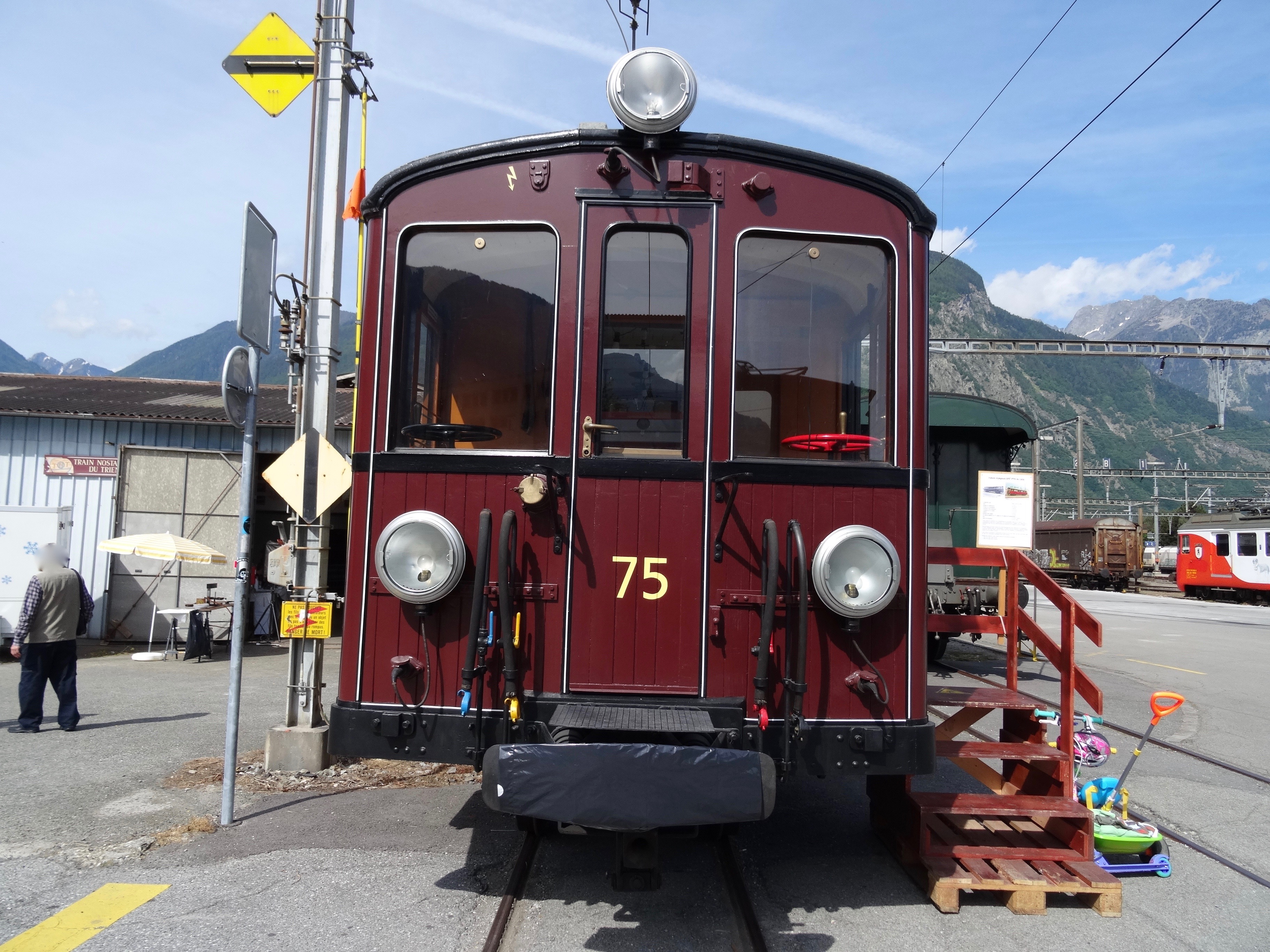
Frontansicht Steuerwagen 75